# Tre Jones
Tre Isiah Jones (Apple Valley, 8 de janeiro de 2000) é um jogador norte-americano de basquete profissional que atualmente joga no Chicago Bulls da National Basketball Association (NBA).
Assim como seu irmão mais velho, o também jogador da NBA, Tyus Jones, ele jogou basquete universitário pelo Duke Blue Devils e foi selecionado pelo San Antonio Spurs como a 41º escolha geral no draft da NBA de 2020.

## Primeiros anos
Jones jogou basquete no ensino médio pela Apple Valley High School, em Apple Valley, Minnesota. Ele se juntou ao time principal ainda na oitava série e tornou-se titular na temporada seguinte. Jones levou Apple Valley a dois títulos estaduais em 2015 e 2017 e teve médias de 23,5 pontos, 10,4 rebotes e 7,5 assistências na temporada de 2016-17. Jones terminou sua passagem ganhando duas vezes o Prêmio de Jogador do Ano de Minnesota e foi eleito o Mr. Basketball de Minnesota após sua última temporada.
Ao final de sua carreira no ensino médio, ele era considerado um recruta de cinco estrelas e um dos melhores armadores da classe de 2018.
Em 13 de agosto de 2017, ele se comprometeu a jogar basquete universitário pelo Duke Blue Devils.

## Carreira universitária

### Calouro (2018–19)
Jones fez sua estreia universitária em 6 de novembro de 2018, contribuindo com 6 pontos, 4 rebotes e 7 assistências em uma vitória por 118-84 sobre Kentucky no Champions Classic. Em 20 de dezembro, ele liderou seu time a uma vitória por 69-58 sobre Texas Tech, registrando 13 pontos, 5 rebotes, 5 assistências e 6 roubos de bola. Jones sofreu uma lesão no ombro em 14 de janeiro de 2019, durante uma colisão com Frank Howard, de Syracuse. Ele perdeu dois jogos devido à lesão e retornou em 26 de janeiro contra Georgia Tech. Em sua temporada de calouro no Duke, Jones teve médias de 9,4 pontos, 5,3 assistências e 3,8 rebotes em 36 partidas pela equipe.

### Segunda temporada (2019–20)
Em 8 de abril de 2019, foi anunciado que Jones retornaria ao Duke para a temporada de 2019-20. Ele marcou 15 pontos em sua estreia em uma vitória por 68-66 sobre Kansas. Jones alcançou um recorde pessoal de 31 pontos em uma vitória por 74-63 sobre Georgia State em 15 de novembro. Jones perdeu jogos no final de dezembro devido a uma leve lesão no pé. Ao final da temporada regular, Jones foi nomeado Jogador do Ano e Jogador Defensivo do Ano da ACC. Ele teve médias de 16,2 pontos, 6,4 assistências, 4,2 rebotes e 1,8 roubos de bola nesse ano. Após a temporada, Jones se declarou para o draft da NBA de 2020.

## Carreira profissional

### San Antonio/Austin Spurs (2020–2025)
Jones foi selecionado pelo San Antonio Spurs como a 41ª escolha geral no draft da NBA de 2020, realizado em 18 de novembro de 2020. Em 27 de novembro, Jones assinou um contrato de 3 anos com os Spurs. Em 1º de fevereiro de 2021, Jones recebeu sua primeira designação para a G-League.
Em 17 de março de 2023, seu irmão Tyus conseguiu seu primeiro triplo-duplo, contra Tre, quando os Spurs perdeu na prorrogação para o Memphis Grizzlies, mas apenas 16 dias depois, Tre igualou a contagem de triplos-duplos de seu irmão com 17 pontos, 11 assistências e 10 rebotes em uma vitória na prorrogação contra o Sacramento Kings.
Em 8 de julho de 2023, Jones renovou com os Spurs em um contrato de 2 anos e US$19 milhões.

### Chicago Bulls (2025–Presente)
Em 3 de fevereiro de 2025, Jones, junto com Zach Collins e uma escolha de primeira rodada de 2025, foi trocado para o Chicago Bulls em uma negociação envolvendo três equipes, na qual eles enviaram Sidy Cissoko, três escolhas de primeira rodada e duas escolhas de segunda rodada para o Sacramento Kings.

## Carreira na seleção
Jones jogou pelos Estados Unidos na Copa América Sub-16 de 2015 na Argentina, conquistando a medalha de ouro. Ele registrou 19 roubos de bola na competição, quebrando o recorde estabelecido por Malik Newman em 2013.

## Estatísticas da carreira

### NBA

#### Temporada regular
| Ano      | Equipe      | PJ  | PT  | MPJ  | AP   | 3P   | LL   | RT  | AS  | BR  | TO | PPJ  |
| -------- | ----------- | --- | --- | ---- | ---- | ---- | ---- | --- | --- | --- | -- | ---- |
| 2020–21  | San Antonio | 37  | 1   | 7.3  | .474 | .600 | .895 | .6  | 1.1 | .2  | .0 | 2.5  |
| 2021–22  | San Antonio | 69  | 11  | 16.6 | .490 | .196 | .780 | 2.2 | 3.4 | .6  | .1 | 6.0  |
| 2022–23  | San Antonio | 68  | 65  | 29.2 | .459 | .285 | .860 | 3.6 | 6.6 | 1.3 | .1 | 12.9 |
| 2023–24  | San Antonio | 77  | 48  | 27.8 | .505 | .335 | .856 | 3.8 | 6.2 | 1.0 | .1 | 10.0 |
| 2024–25  | San Antonio | 28  | 0   | 16.1 | .484 | .308 | .758 | 2.1 | 3.7 | 0.6 | .2 | 4.4  |
| Carreira | Carreira    | 279 | 125 | 19.4 | .482 | .344 | .829 | 2.4 | 4.2 | .7  | .1 | 7.1  |

#### Play-In
| Ano  | Equipe      | PJ | PT | MPJ  | AP   | 3P   | LL   | RT  | AS  | BR  | TO | PPJ |
| ---- | ----------- | -- | -- | ---- | ---- | ---- | ---- | --- | --- | --- | -- | --- |
| 2022 | San Antonio | 1  | 0  | 16.8 | .500 | .500 | .500 | 2.0 | 1.0 | 1.0 | .0 | 4.0 |

### Universidade
| Ano      | Equipe   | PJ | PT | MPJ  | AP   | 3P   | LL   | RT  | AS  | BR  | TO | PPJ  |
| -------- | -------- | -- | -- | ---- | ---- | ---- | ---- | --- | --- | --- | -- | ---- |
| 2018–19  | Duke     | 36 | 36 | 34.2 | .414 | .262 | .758 | 3.8 | 5.3 | 1.9 | .2 | 11.6 |
| 2019–20  | Duke     | 29 | 29 | 35.4 | .423 | .361 | .771 | 4.2 | 6.4 | 1.8 | .3 | 16.2 |
| Carreira | Carreira | 65 | 65 | 34.8 | .418 | .311 | .764 | 4.0 | 5.8 | 1.8 | .2 | 13.8 |

## Vida pessoal
Jones tem três irmãos mais velhos: Tyus foi campeão da NCAA com Duke e agora joga pelo Phoenix Suns da NBA, enquanto Jadee jogou basquete universitário por Furman antes de se tornar treinador de basquete na Apple Valley High School e na Minnehaha Academy; além disso, Tre tem um meio-irmão, Reggie Bunch, que jogou na Robert Morris University. Seu avô, Dennis Deutsch, foi membro das Forças Armadas dos Estados Unidos.
Jones se casou com Maddy Torres em 2023. Eles têm três filhas.

## Links externos
- Biografia do Duke Blue Devils
- Biografia dos EUA